# 蟲瞻圖

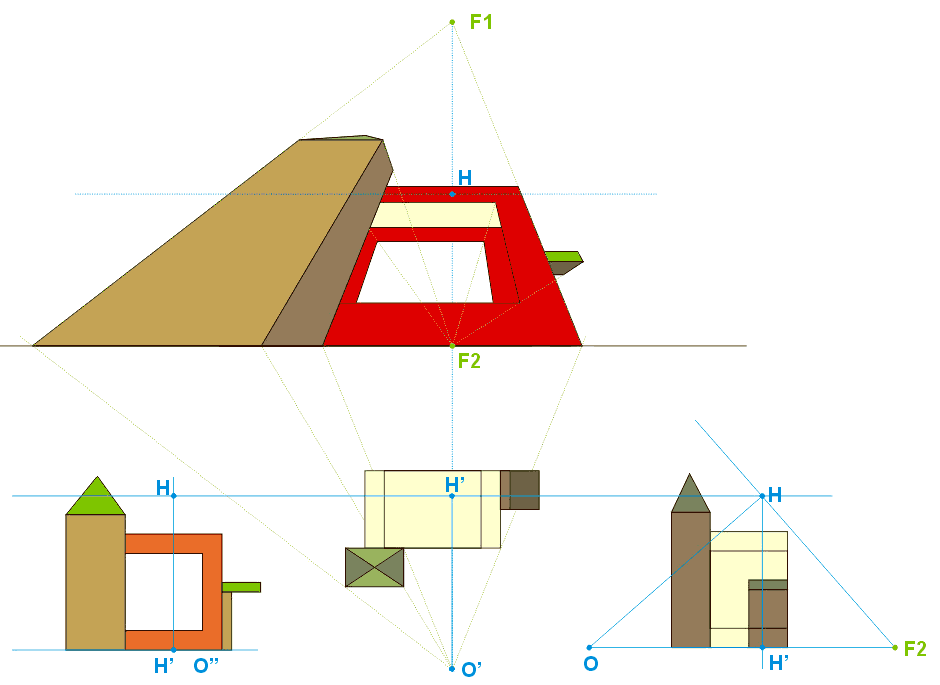
有兩個消失點的蟲瞻圖

蟲瞻圖（英語：worm's-eye view），又稱仰視圖，是從下向上觀看的影像，彷彿觀察者是一隻蟲；它與鳥瞰圖相反。蟲瞻圖可以用來仰望某物，使其看起來高大、強壯、有力，而觀眾會感覺自己如幼童或無能為力。蟲瞻圖採用三點透视構圖，上面以及左右各一個消失点。